# 德川家康 (大河劇)
德川家康是NHK於1983年1月9日～12月18日所製播的第二十一部大河劇。本劇依照山岡莊八原作的情節，將一向給人謀略家形象的德川家康演成祈求天下太平、充滿理想和平主義的完人。
由於故事有很大的部份是描述家康二、三十歲時的故事，因此在選角上選了一個與一般人心目中「貍爺爺」型象完全不同的瀧田榮飾演家康。瀧田榮身高185公分，長相健康英挺，因此當時為了扮演老年家康時還刻意減肥、彎腰駝背。至於飾演秀吉的武田鐵矢，則是由編劇小山內美江子點名出演。
在播出本劇的該年度，同為NHK播出的阿信收視率相當好；而在時事方面，有相撲選手隆之里升等為橫綱、首相中曾根康弘辛苦維持國會運作等。於是在那個時候，出現了「堅忍不拔三人組」（辛抱三人組）這種詞，分別是「阿信、家康、隆之里」或是「阿信、康弘、隆之里」。
1997年12月1日起在緯來日本台晚上八點播出。

## 工作人員
- 原作・・・山岡莊八
- 劇本・・・小山內美江子
- 音樂・・・富田勳
- 演奏・・・新室內樂協會
- 主題曲音樂演奏・・・NHK交響樂田
- 主題曲音樂指揮・・・秋山和慶
- 合唱・・・慶應義塾ワグネル・ソサイエティ
- 考証・・・鈴木敬三
- 風俗考証・・・磯目篤郎
- 殺陣・・・林邦史朗
- 邦樂・・・杵屋正邦
- 振付・・・花柳壽樂
- 製作・・・澁谷康生
- 導演・・・大原誠、加藤郁雄、松本守正、兼歲正英、國廣和孝
- 記錄・・・市川筆子
- 旁白・・・館野直光

## 出演

### 德川一門・家臣
- 德川家康：山崎晃一→加瀨悅孝→松田洋治→瀧田榮
- 於大之方：大竹忍　（家康的母親）
- 松平廣忠：近藤正臣　（家康的父親）
- 瀨名姬（築山殿）：池上季實子　（家康的正妻）
- 朝日姬：岩本多代　（家康的正妻）
- 華陽院：八千草薰　（家康的祖母）
- 阿萬（長勝院）：東照美　（家康的側室）
- 阿愛（西鄉局）：竹下景子　（家康的側室）
- 茶阿（朝覺院）：武原英子　（家康的側室）
- 阿茶局：上村香子　（家康的側室）
- 松平信康：田島和典→我妻光弘→宅麻伸　（家康的長男）
- 真喜姬：大城惠理香　（家康的繼母）
- 德姬：北原留美→長谷川真弓→田中美佐子　（長男・信康的正妻）
- 小侍從：二木輝美　（德姬的侍女）
- 峰高院：若林味香　（信康的長女）
- 妙高院：原亞友子　（信康的次女）
- 龜姬：原日出子　（家康的長女）
- 結城秀康：堀秀行　（家康的次男）
- 松平忠直：阪本良介　（秀康之子）
- 德川秀忠：田遠實→勝野洋　（家康的三男）
- 小督：白都真理　（秀忠之妻）
- 竹千代：島英二　（秀忠之子）
- 松平忠吉：萩原等志→富家規政　（家康的四男）
- 松平忠輝：田中健　（家康的六男）
- 五郎八姬：岡本舞　（忠輝之妻）
- 德川義直：里中村仁　（忠輝的九男、尾張德川家初代當主）
- 德川賴宣：藤原義武→高野浩和　（家康的十男、紀伊德川家初代當主）
- 德川賴房：渡邊憲人→高橋修宏　（家康的十一男、水戶德川家初代當主）
- 本多作左衛門：長門裕之　（德川家的重臣）
- 石川數正：江原真二郎　（德川家的重臣）
- 本多忠勝：高岡健二
- 本多正信：內藤武敏　（德川家的参謀）
- 本多正純：本田博太郎
- 酒井忠次：福田豐士
- 酒井雅樂助：小笠原良知
- 大久保忠世：織本順吉
- 大久保新八郎：河原左部
- 大久保忠鄰：吉田幸紘→坂西良太
- 大久保忠員：中田讓治
- 大久保長安：津川雅彥
- 井伊直政：豐原功輔→平泉成
- 井伊直孝：門田俊
- 榊原康政：荒木茂→內田勝正
- 隨風（天海）：竜雷太
- 金地院崇傳：森塚敏
- 服部半藏：樋浦勉
- 鳥居元忠：小山渚→草見潤平→川久保潔
- 鳥居成次：中島久之
- 鳥居忠政：橋爪淳
- 鳥居忠吉：宮口精二
- 柳生宗矩：夏木陽介
- 板倉勝重：山本亘
- 板倉重昌：下塚誠
- 土井利勝：木村四郎
- 奧平信昌：渡邊篤史
- 奧平信能：近藤洋介
- 奧平千丸：早川勝也
- 水野忠政：北村和夫
- 水野信元：村井國夫
- 岩松八彌：村田雄浩
- 松平勝隆：奥田瑛二
- 松平乘正：早崎文司
- 松平家忠：車邦秀
- 鳥居強右衛門：上條恆彦
- 安藤重信：佐藤和男
- 安藤直次：伊藤和晃
- 成瀨正成：德山富夫
- 大賀彌四郎：寺泉憲
- 久松俊勝：橋本功
- 蜂屋貞次：角野卓造

### 諸大名與相關人物
- 織田信長：伊藤洋一→役所廣司
- 織田信秀：伊藤孝雄
- 織田有樂齋：山本耕一
- 織田信廣：伊藤克彥
- 織田信忠：庄司顯仁→森篤夫
- 織田信雄：櫻井佐智夫→立川三貴
- 織田信孝：秋山康次郎→本鄉耕司
- 織田三法師：永山純一
- 豐臣秀吉：武田鐵矢
- 今川義元：成田三樹夫
- 今川氏真：林與一
- 太原雪齋：小林桂樹
- 關口親永：佐藤英夫
- 朝比奈泰能：龜石征一郎
- 淺井長政：柴田侊彥
- 武田信玄：佐藤慶
- 武田勝賴：藤堂新二
- 山縣昌景：井上昭文
- 穴山梅雪：生井健夫
- 馬場美濃守：長澤大
- 北條氏政：川邊久造
- 北條氏直：水澤心悟
- 木曾義昌：加藤和夫
- 林通勝：勝部演之
- 丹羽長秀：龍崎勝
- 池田恆興：和崎俊哉
- 瀧川一益：新田昌玄
- 柴田勝家：川口啓史→大山勝巳
- 黑田官兵衛：入川保則
- 黑田長政：倉石功
- 平手政秀：戶浦六宏
- 佐久間盛政：溝呂木忠
- 森蘭丸：土屋步
- 明智光秀：寺田農
- 前田利家：瑳川哲朗
- 前田利長：伊藤高
- 前田利政：佐久田修
- 福島正則：綿引勝彦
- 加藤清正：伊吹吾朗
- 毛利輝元：御木本伸介
- 吉川廣家：相原巨典
- 毛利秀元：越村公一
- 上杉景勝：橫井徹
- 直江兼續：睦五朗
- 石田三成：鹿賀丈史
- 島左近：川津祐介
- 宇喜多秀家：濱田光夫
- 淺野長政：金內吉男
- 淺野幸長：森田順平
- 小早川秀秋：堀內正美
- 前田玄以：福山象三
- 長束正家：石濱朗
- 小西行長：纓片達雄
- 增田長盛：堀勝之祐
- 生駒親正：山內雅人
- 堀尾吉晴：川島一平
- 大谷吉繼：有川博
- 田中吉政：加地健太郎
- 片桐且元：久米明
- 大野修理：谷隼人
- 大野治房：谷岡弘規
- 真田幸村：若林豪
- 後藤又兵衛：唐澤民賢
- 長宗我部盛親：大久保正信
- 明石掃部：真實一路
- 渡邊糺：久富惟晴
- 伊達政宗：尾上辰之助 (初代)
- 島津義弘：田崎潤
- 島津豐久：片岡弘貴
- 平岩親吉：真鍋敏宏→宗近晴見
- 安國寺惠瓊：瀧田裕介
- 藤堂高虎：前田昌明
- 堀秀政：遠藤征慈
- 蜂須賀小六：中井啓輔
- 山內一豐：小野泰次郎
- 永井直勝：田邊宏章
- 細川藤孝：丸山詠二
- 細川忠興：岩下浩
- 池田輝政：岩尾康延
- 宗義智：真野等坪
- 佐治日向守：伊藤豪
- 大政所：鈴木光枝
- 寧寧（北政所）：吉行和子
- 豐臣秀賴：三好萬季→谷川喜祥→齋藤大→若松誠→利重剛
- 千姬：吉村奈見→石原真理繪
- ：夏目雅子
- 常高院：三浦真弓
- 濃姬：藤真利子
- 阿市：真野梓
- 松之丸殿：奈良富士子
- 芳春院：稻野和子
- 細川加西雅：丸尾利惠
- 大藏卿局：柳川慶子
- 豐臣秀次：氏家修
- 一之御台：
- 織田信忠之妻：古澤由美子

### 其他
- 竹內波太郎（納屋蕉庵）：石坂浩二
- 茶屋四郎次郎：中山仁
- 本阿彌光悅：大出俊
- 島井宗室：山內明
- 今井宗久：川部修詩
- 津田宗及：湊俊一
- 近衛前久：佐竹明夫
- 足利義昭：篠原大作
- 三浦按針：ダン・ケニー
- 阿春：石田惠理
- 阿密：萬田久子
- 吉良御前：竹下景子
- 彩女：田中好子
- 於幸：加賀真理子
- 木實：紺野美沙子
- 山田八藏：下條阿童木
- 阿風：石井惠
- 加津：高田敏江
- 阿類：小田切薰
- 奈奈：森美香
- 深雪：深山由佳子

## 總集編
1. 「忍耐與服從的日子」
2. 「戰國無情」
3. 「兩雄對決」
4. 「往泰平之道」

## 花絮
- 最初在考慮家康人選時，有考慮過緒形拳、松平健、中村梅之助、江守徹等人。但前三人在前一年的「峠の群像」已經演出，而江守徹要演出16歲的家康說服力也不大，因此無法實現。後來出現的就是要產生一個全新的家康形象的聲音。以30歲左右、具實力派特質的演員來看，瀧田榮就中選了。
- 武田鐵矢當初會演出秀吉，也是擔任劇本的小山內美江子強烈希望的。武田在前2年的「女太閤記」時是第一候補人選，而且當時TBS的「3年B班金八老師」正在演出第二季，因此武田秀吉就誕生了。
- 在考慮信長人選時，原本希望能出現一個美型、人氣演員的方式表現，第一人選最初是人氣歌手澤田研二，但事務所考慮，這樣子演出大河劇時間過長，沒有時間做其他活動，因此拒絕了邀約。後來改以起用新人的方式，第一人選是時任三郎，但由於他沒有演出大河劇的經驗，所以做罷。當時，再考慮演出晨間連續劇，跟瀧田一起共演、同樣也被NHK工作人員認可的、無名塾出身的役所廣司。役所不負眾望，一登場就讓觀眾有強烈印象。演出後NHK電話不斷，大獲好評。工作人員表示：「役所兼具精悍與溫柔的眼神」。
- 當時啟用還是新進演員的役所廣司演出信長，產生爆發性的人氣。此後役所就受到高度注目，並且在電視劇、電影方面演出機會大增。並且在次年NHK新大型時代劇「宮本武藏」演出主角。